# Jores Okore
Tetchi Jores Charlemagne Ulrich Okore (Abidjan, 11 augustus 1992) is een Ivoriaans-Deens profvoetballer die doorgaans als centrale verdediger speelt. In 2016 verruilde hij Aston Villa voor FC Kopenhagen. Hij debuteerde in 2011 in het Deens voetbalelftal.
Okore werd geboren in Ivoorkust en kwam op driejarige leeftijd met zijn familie naar Denemarken.

## Clubcarrière
Okore speelde van 2000 tot en met 2007 voor B.93, waarna hij werd opgenomen in de jeugdopleiding van Nordsjælland. Daarvoor debuteerde hij in 2011 in het eerste elftal, waarmee hij in het seizoen 2012/13 ook actief was in de Champions League. In juni 2013 tekende hij een vierjarig contract bij Aston Villa, dat hem voor een niet bekendgemaakt bedrag overnam van Nordsjælland. Daar maakte hij op 21 augustus 2013 zijn debuut in de Premier League, uit bij Chelsea op Stamford Bridge. Hij viel kort voor rust in voor de geblesseerde Ciaran Clark. In 2016 ging hij voor FC Kopenhagen spelen.

## Interlandcarrière
Okore debuteerde op 11 november 2011 in het Deens voetbalelftal in een vriendschappelijke wedstrijd thuis tegen Zweden (2-0). Hij viel die wedstrijd in voor Andreas Bjelland. Hij maakte deel uit van de Deense selectie voor het EK 2012, maar kwam daar niet in actie.

## Erelijst
| Competitie          |              |                  |              |              |
| Competitie          | Aantal       | Jaren            |              |              |
| Nordsjælland        | Nordsjælland | Nordsjælland     | Nordsjælland | Nordsjælland |
| ------------------- | ------------ | ---------------- | ------------ | ------------ |
| Superligaen         | 1x           | 2011/12          |              |              |
| Landspokalturnering | 2x           | 2009/10, 2010/11 |              |              |
| FC Kopenhagen       |              |                  |              |              |
| Superligaen         | 1x           | 2016/17          |              |              |
| Landspokalturnering | 1x           | 2016/17          |              |              |

1 Andersen ·
2 C. Poulsen ·
3 Kjær ·
4 Agger  ·
5 S. Poulsen ·
6 Jacobsen · 
7 Kvist ·
8 Eriksen ·
9 Krohn-Dehli ·
10 Rommedahl ·
11 Bendtner ·
12 Bjelland ·
13 Okore ·
14 Schöne ·
15 Silberbauer ·
16 Lindegaard ·
17 Pedersen ·
18 Wass ·
19 J. Poulsen ·
20 Kahlenberg ·
21 Zimling ·
22 Schmeichel ·
23 Mikkelsen ·
Coach: Olsen